# Негаторен иск
Негаторен иск е иск на собственика за защита на неговото право на собственост против всички действия на трети лица, които, без да накърняват неговото владение върху вещта, му пречат да упражнява правото си. Този иск е уреден в чл.109 от Закона за собствеността.
При негаторния иск владението не е отнето, а нарушението на правото на собственост се изразява в друго – извършване на действия от друго лице, които пречат на собственика да упражнява правото си (преди всичко правомощието ползване).
Ответник по негаторния иск е лицето, което създава смущения и пречи на правото на собственост.
Негаторният иск е уреден в ЗС, глава IX. „ЗАЩИТА НА ПРАВОТО НА СОБСТВЕНОСТ
Чл. 109. (1) Собственикът може да иска прекратяване на всяко неоснователно действие, което му пречи да упражнява своето право.